# Каламата (футбольный клуб)
«Каламата» — греческий профессиональный футбольный клуб, основанный в одноимённом городе. В настоящее время выступает в Суперлиге 2.

## История
«Каламата» была основана в 1967 году в результате слияния «Аполлон Каламата» и других местных клубов.
Команда семь сезонов играла в греческом первом дивизионе: 1972/73, 1974—75, с 1995/96 по 1997/98, 1999/2000 и 2000/01.
«Каламата» впервые вышла в первый дивизион в 1972 году, президентом клуба был Ликургос Гаитанарос. Первые два сезона в элите в начале 1970-х годов считаются первой золотой эрой команды. Команда не смогла удержаться в высшем дивизионе и вернулась туда лишь в 1990-х.
В 1992 году команду купил бизнесмен Ставрос Пападопулос, в то время клуб выступал в третьем дивизионе. По прибытии Пападопулос начал вливать значительные суммы денег в клуб, и к 1995 году команда добилась повышения в первый дивизион. Команда вылетела обратно во второй дивизион на один сезон в 1997 году, но опять-таки уже в следующем году вернулась в элиту, где оставалась, пока Пападопулос не продал команду в 2000 году. После ухода Пападопулоса «Каламата» вылетела во второй дивизион и с тех пор выше не подымалась.
Пападопулос привёл в «Каламату» ряд игроков из Ганы, таких как Сэмюэл Джонсон, Афо Доду, Эбенезер Хаган, Питер Офори-Квайе и Дерек Боатенг. Позднее все они покинули клуб, в частности Офори-Квайе был продан за рекордные для команды $ 3,5 млн в «Олимпиакос». «Каламате» приписывают начало тенденции покупки греческими клубами африканских талантов в конце 1990-х. Эра Пападопулоса также ознаменовалась открытием молодых греческих талантов, в том числе Никоса Либеропулоса, который сделал себе имя в «Каламате», затем перешёл в «Панатинаикос».
После понижения во второй дивизион в 1998 году команда сделала ставку на молодые бразильские таланты, а также на некоторых ветеранов бразильских грандов. Бразильцы помогли команде сразу же вернуться в первый дивизион в 1999 году. По данным бразильских СМИ, сын Пападопулоса Даниил, бывший спортсмен-любитель, выступавший в Америке, якобы способствовал переходу некоторых бразильских талантов в «Каламату». Один из них, Илтон Ассис (1999—2000), был кузеном бразильской звезды Роналдиньо. Илтон был перспективным футболистом, который играл за «Интернасьонал», но серьёзная операция на колене помешала его карьере. Когда он был здоров, он был лучшим бомбардиром «Каламаты», но он вернулся в Бразилию, когда Пападопулос продал команду.

## Клубная культура
Официальные цвета «Каламаты»: чёрный и белый, команда известна в Греции по прозвищу «чёрный шторм».
Клуб играет свои домашние матчи на Муниципальном стадионе Каламаты. Стадион был построен в 1976 году, и в настоящее время имеет вместимость 5400 человек.
Крупнейшим клубом болельщиков «Каламаты» является фан-клуб «Бульдоги».
Основными соперниками «Каламаты» являются «Панилиакос» из Пиргоса и «Эгалео» из пригорода Афин. Также соперником клуба является «Мессиниакос», но этот клуб, как правило, выступает в региональных лигах.